# Sun Valley (Idaho)
Sun Valley è un comune degli Stati Uniti d'America, nella contea di Blaine, nello Stato dell'Idaho.Gli inventori di Sun Valley furono W. Averell Harrman e il conte Felix Schaffgotsch. Nell'inverno del 1936, venne inaugurata la prima stazione sciistica di Sun Valley. La cittadina di 1 452 abitanti è al centro di un noto comprensorio sciistico che si estende sui monti Bald e Dollar. In passato la stazione sciistica ha ospitato anche gare della coppa del mondo di sci alpino.

## Manifestazioni
A Sun Valley dal 1983 si tiene ogni anno a luglio un ciclo d'incontri di una settimana, organizzato dalla banca d'affari newyorkese Allen & Company, e denominato Allen & Company Sun Valley Conference, con lo scopo di ospitare, in genere, uomini d'affari di spicco, personaggi politici e figure di spicco in campo filantropico e culturale.

## Set cinematografico
Nel 1950, la località fu il set del film La Duchessa dell'Idaho (Duchess of Idaho), una commedia diretta da Robert Z. Leonard e interpretata da Esther Williams. Il titolo riprendeva il nome del treno che portava a Sun Valley.
Nel 2006, Sun Valley finisce in una scena della mini serie televisiva 10.5 Apocalypse, nella quale l'improvvisa eruzione del monte Bald devasta le località sottostanti.
Nel 2020, la località diventa il set della serie TV targata Netflix Spinning Out.